# زاورر
زاورر (آلمانی: Saurer) یک شرکت سوئیسی تولیدکننده ماشین‌های گلدوزی و نساجی، کامیون و اتوبوس با نام‌های تجاری زاورر و بِـرنا (از سال ۱۹۲۹) بود. این شرکت اربون سوئیس مستقر بود و بین سال‌های ۱۹۰۳ و ۱۹۸۲ فعال بود. وسایل نقلیه آن‌ها به‌طور گسترده در سرتاسر سرزمین اصلی اروپا به‌ویژه در دوره میان‌جنگ استفاده می‌شد.